# Cái chết của Christine Dacera
Cái chết của Christine Dacera xảy ra vào đầu năm 2021, khi Dacera được tìm thấy trong tình trạng bất tỉnh trong bồn tắm ở một khách sạn ở Makati, Metro Manila, Philippines. Dacera là tiếp viên hàng không của hãng PAL Express sống tại Manila, Philippines. Cô được tuyên bố đã chết vào khoảng 12 giờ 25 phút tối sau khi cô được đưa đến Trung tâm Y tế Makati. Ban đầu được báo cáo là vụ án hiếp dâm và giết người, giấy chứng tử của Dacera liệt kê nguyên nhân cái chết là chứng phình động mạch chủ, tuy nhiên, gia đình Dacera tin rằng Dacera đã bị cưỡng hiếp và phản đối báo cáo pháp lý y tế. Trong một cuộc điều tra, 11 người đàn ông ở cùng Dacera trước khi cô qua đời đã được nhà chức trách mô tả là "những người được quan tâm". Các cáo buộc hiếp dâm và giết người chống lại những người đàn ông sau đó đã bị bác bỏ do thiếu bằng chứng, cũng như tất cả các trường hợp khác được đệ trình chống lại mẹ của Dacera, các luật sư của cả hai bên và nhân viên pháp lý y tế của Cảnh sát Quốc gia Philippines. Cái chết của Dacera đã thu hút sự chú ý rộng rãi của giới truyền thông do những tình tiết đáng ngờ và mâu thuẫn với những phát hiện của Cảnh sát Quốc gia Philippines.

## Christine Dacera
Christine Angelica Faba Dacera (13 tháng 4 năm 1997 - 1 tháng 1 năm 2021) là một tiếp viên hàng không cho công ty con PAL Express của Philippine Airlines. Là con thứ hai trong số bốn anh chị em, cô tốt nghiệp cử nhân nghệ thuật truyền thông tại Đại học Philippines Mindanao ở thành phố Davao. Mặc dù đến từ General Santos, Dacera sống tại Manila do các kỳ hạn nghề nghiệp tại PAL Express. Năm 2017, Dacera dự thi Miss Silva Davao 2017 giành vị trí Á hậu.

## Điều tra
Vào lúc 11 giờ 37 phút ngày 31 tháng 12 năm 2020, Dacera  đón năm mới cùng các đồng nghiệp của cô tại khách sạn City Garden Grand ở Makati. Cô được đưa đến Trung tâm Y tế Makati vào ngày 1 tháng 1 năm 2021 và được tuyên bố là đã chết khi đến nơi.
Theo các quan chức từ Sở cảnh sát Makati, đoạn phim CCTV có dấu thời gian thu được từ buổi sáng cái chết của Dacera cho thấy cô và một số nghi phạm đã cùng nhau ăn mừng năm mới, vài giờ trước khi vụ việc xảy ra. Hai người bạn của Dacera xuất hiện trong đoạn phim đã tuyên bố rằng họ là người đồng tính nam và "sẽ không làm tổn hại gì đến cô ấy". Vào khoảng trưa ngày 1 tháng 1, thi thể của Dacera được tìm thấy trong bồn tắm ở phòng 2207 của khách sạn City Garden Grand. Theo cảnh sát, một số vết bầm tím được tìm thấy trên cơ thể Christine và có dấu hiệu cho thấy Dacera đã bị lạm dụng. Khi khám nghiệm tử thi, không tìm thấy dấu hiệu nào của việc bị ngạt thở hoặc bị đánh vào đầu.
Ban đầu, cảnh sát báo cáo trường hợp của cô là một vụ "giết người hiếp dâm" nhưng theo báo cáo khám nghiệm tử thi do Thiếu tá Cảnh sát Michael Nick Sarmiento tiến hành, Dacera chết do vỡ phình động mạch chủ. Cảnh sát tuyên bố rằng nguyên nhân cái chết có thể là do tự nhiên. Tuy nhiên, cảnh sát tìm thấy những vết rách trên đùi, vết bầm trên đầu gối và vết xước trên cơ thể của Dacera. Các vết rách và tinh trùng cũng được tìm thấy trong cơ quan sinh dục của cô, cho thấy rằng đã có quan hệ tình dục trước khi Dacera qua đời. Vào ngày 5 tháng 1 năm 2021, sau khi xác định được một số nghi phạm, Cảnh sát Quốc gia Philippines (PNP) tuyên bố vụ án của Dacera "đã được giải quyết", bất chấp những tuyên bố rộng rãi về việc thiếu bằng chứng và một cuộc điều tra "vô hiệu". Cùng ngày, Cảnh sát trưởng Quốc gia Philippines, Debold Sinas tuyên bố sẽ truy lùng các nghi phạm gây ra cái chết của Dacera nếu họ không đầu thú trong ba ngày. Cuộc khám nghiệm tử thi thứ hai đã được tiến hành trên thi thể của Dacera nhưng kết quả vẫn được giữ kín.
Vào ngày 7 tháng 1 năm 2021, PNP thừa nhận rằng họ hiện đã không thu thập đủ bằng chứng để điều tra đầy đủ hoàn cảnh và thủ phạm có thể gây ra cái chết của Dacera. Vào ngày 10 tháng 1, Văn phòng Điều tra Quốc gia (NBI) đã lấy được dịch cơ thể của Dacera từ cuộc khám nghiệm tử thi lần thứ hai, được tiến hành vào ngày 9 tháng 1. Các mẫu vẫn chưa được thử nghiệm DNA. Cùng ngày, PNP nói rằng họ đã xác định được tám người tham gia trong căn phòng 2207, nơi cái chết và các sự kiện xảy ra vào buổi tối hôm xảy ra vụ việc.
Vào ngày 27 tháng 1 năm 2021, Cảnh sát Quốc gia Philippines công bố một báo cáo pháp lý y tế chỉ ra rằng Dacera chết vì các nguyên nhân tự nhiên, đặc biệt là chứng phình động mạch chủ, loại trừ tội giết người. Tuy nhiên, gia đình của Dacera phản đối kết quả này.
Vào ngày 23 tháng 4 năm 2021, Văn phòng Công tố Makati đã bác bỏ các cáo buộc hiếp dâm và giết người đối với 11 bị cáo do thiếu bằng chứng. Vào ngày 7 tháng 2 năm 2022, tất cả các vụ kiện liên quan chống lại những người được hỏi, Sharon, mẹ của Dacera, luật sư của cả hai bên và sĩ quan pháp lý y tế của Cảnh sát Quốc gia Philippines PMaj. Michael Nick Sarmiento bị sa thải.

### Điều tra khách sạn City Garden Grand
Khách sạn City Garden Grand đã bị điều tra vì vi phạm các quy định liên quan đến đại dịch COVID-19 đang diễn ra, đặc biệt liên quan đến quy định chỉ hai người được phép nhận phòng. Bộ Du lịch sau đó đã thu hồi giấy phép hoạt động của khách sạn, đình chỉ khách sạn trong sáu tháng và phạt khách sạn ₱10,000 vào ngày 14 tháng 1.

## Phản ứng và hậu quả
PAL Express bày tỏ sự cảm thông trong một thông cáo báo chí về cái chết của Dacera. Luật sư nhân quyền Chel Diokno nói rằng án tử hình đối với những tội ác, chẳng hạn như hiếp dâm và giết người, không phải là giải pháp, nhưng vẫn thúc đẩy công lý cho Dacera và gia đình cô. Vào ngày 6 tháng 1, lễ tang của Dacera lần đầu tiên được tổ chức riêng tại Pasay và sau đó là ở Camp Crame, Thành phố Quezon. Thi thể của cô trên chiếc máy bay Airbus A330 của Philippine Airlines hoạt động như chuyến bay PR453, đến General Santos lúc 10:00 sáng ngày 7 tháng 1. Dacera an nghỉ tại General Santos vào ngày 10 tháng 1.
Cái chết của Dacera không chỉ dấy lên những lời kêu gọi trực tuyến đòi công lý mà còn lên án cả hai hành vi được cho là hiếp dâm dựa trên toàn nam giới trong nhóm của Dacera và đổ lỗi cho nạn nhân. Để đáp lại việc cư dân mạng chỉ trích Dacera vì bộ quần áo cô đã mặc vào đêm hôm đó và việc uống nhiều rượu, vào ngày 4 tháng 1, các hashtag #JusticeforChristineDacera, #StopVictimBlaming, #ProtectDrunkGirls, #MenAreTrash và #DeathPenalty đã có xu hướng trên Twitter. Một số nhân vật của công chúng và người nổi tiếng, bao gồm cả nhân vật truyền hình Bianca Gonzales, ca sĩ Kakie Pangilinan, và nhà hoạt động Francis Baraan, đã xin lỗi vào ngày hôm sau vì đã lan truyền thông tin không chính xác và gây hiểu lầm liên quan đến vụ việc trên Twitter vào ngày 4 tháng 1.
Một số người sống sót sau cuộc tấn công tình dục đã lên tiếng chê bai việc vũ trang hóa không chỉ cái chết của Dacera mà còn cả những cáo buộc tấn công tình dục chống lại những người bạn nam của cô vì đòn bẩy chính trị. Vụ án được so sánh với vụ giết người Vizconde và Chiong, cũng bị chỉ trích là một chiêu nghi binh nhằm đánh lạc hướng công chúng khỏi các vấn đề gây khó khăn cho việc thực thi pháp luật. Vào ngày 25 tháng 3, các khiếu nại về "khai man, phỉ báng, bôi nhọ trên mạng, vu khống, truy tố ác ý, buộc tội người vô tội và mưu đồ chống lại danh dự", cũng như "bắt giữ trái pháp luật, giam giữ bất hợp pháp, cưỡng bức", đã bị khiếu nại một số người tố cáo.